# Ryan Griffiths (calciatore)
Ryan Alan Griffiths (Sydney, 21 agosto 1981) è un calciatore australiano, centrocampista del Western Sydney.

## Nazionale
Esordisce con la nazionale australiana il 6 settembre 2006 contro il Kuwait.